# Senatori della VII legislatura della Repubblica Italiana
Questo elenco riporta i nomi dei senatori della VII legislatura della Repubblica Italiana dopo le elezioni politiche del 1976.

## Consistenza dei gruppi
| Gruppo                                                 | Inizio | Inizio | Inizio | Fine |
| Gruppo                                                 | Eletti | A vita | Totale | Fine |
| ------------------------------------------------------ | ------ | ------ | ------ | ---- |
| Democratico Cristiano (DC)                             | 135    | 1      | 136    | 136  |
| Comunista (PCI)                                        | 99     | -      | 99     | 100  |
| Partito Socialista Italiano (PSI)                      | 30     | 1      | 31     | 30   |
| Sinistra indipendente (SI)                             | 17     | 1      | 18     | 17   |
| Movimento Sociale Italiano - Destra Nazionale (MSI-DN) | 15     | -      | 15     | -    |
| Socialdemocratico Liberale (PSDI-PLI)                  | 9      | 1      | 10     | -    |
| Democrazia Nazionale - Costituente di Destra (DN-CD)   | -      | -      | -      | 9    |
| Partito Socialista Democratico Italiano (PSDI)         | -      | -      | -      | 8    |
| Repubblicano (PRI)                                     | -      | -      | -      | 7    |
| Gruppo misto                                           | 10     | 3      | 13     | 15   |
| Totale                                                 | 315    | 7      | 322    | 322  |

- Dei 116 senatori eletti nella lista del PCI, 99 aderirono al gruppo PCI, 17 al gruppo SI.
- Al gruppo PSI aderirono i 29 senatori eletti in tale lista e il senatore eletto nella lista PCI-PSI.
- I 9 senatori di origine elettiva aderenti al gruppo PSDI-PLI erano così ripartiti: 6 Partito Socialista Democratico Italiano, 2 Partito Liberale Italiano; 1 dei 2 senatori eletti nella lista PLI-PRI-PSDI.
- I 10 senatori di origine elettiva aderenti al gruppo misto erano così ripartiti: 6 Partito Repubblicano Italiano; 1 eletto nella lista PLI-PRI-PSDI; 2 Partito Popolare Sudtirolese; 1 eletto nel gruppo DC-RV-UV-UVP-PRI.

## Composizione storica
| Nominativo                       | Regione               | Collegio                             | Gruppo (lista)           |
| -------------------------------- | --------------------- | ------------------------------------ | ------------------------ |
| Giuseppe Abbadessa               | Puglia                | Brindisi                             | MSI-DN                   |
| Lucio Abis                       | Sardegna              | Oristano                             | DC                       |
| Achille Accili                   | Abruzzo               | L'Aquila-Sulmona                     | DC                       |
| Umberto Agnelli                  | Lazio                 | Roma VIII                            | DC                       |
| Alessandro Agrimi                | Puglia                | Lecce                                | DC                       |
| Aldo Ajello                      | Veneto                | Chioggia                             | PSI                      |
| Francesco Albertini              | Piemonte              | Verbano-Cusio-Ossola                 | PSI                      |
| Urbano Aletti                    | Lombardia             | Milano IV                            | DC                       |
| Aldo Amadeo                      | Liguria               | Imperia                              | DC                       |
| Luigi Anderlini                  | Umbria                | Orvieto                              | SI (PCI)                 |
| Oscar Andò                       | Sicilia               | Messina                              | DC                       |
| Beniamino Andreatta              | Emilia-Romagna        | Fiorenzuola d'Arda - Fidenza         | DC                       |
| Egidio Ariosto                   | Lombardia             | Salò                                 | PSDI-PLI (PSDI)          |
| Giovanni Artieri                 | Lazio                 | Roma V                               | MSI-DN                   |
| Elio Assirelli                   | Emilia-Romagna        | Forlì-Faenza                         | DC                       |
| Giuseppe Avellone                | Sicilia               | Partinico-Monreale                   | DC                       |
| Giovanni Ayassot                 | Piemonte              | Pinerolo                             | PCI                      |
| Silvano Bacicchi                 | Friuli-Venezia Giulia | Gorizia                              | PCI                      |
| Giuseppe Balbo                   | Piemonte              | Mondovì                              | PSDI-PLI (PLI)           |
| Carlo Baldi                      | Piemonte              | Mondovì                              | DC                       |
| Luigi Barbaro                    | Puglia                | Cerignola                            | DC                       |
| Paolo Barbi                      | Campania              | Castellammare di Stabia              | DC                       |
| Giuseppe Bartolomei              | Toscana               | Arezzo                               | DC                       |
| Giuseppe Basadonna               | Campania              | Napoli II                            | MSI-DN                   |
| Lelio Basso                      | Lombardia             | Milano VI                            | SI (PCI)                 |
| Luciano Bausi                    | Toscana               | Firenze I                            | DC                       |
| Giovanni Bellinzona              | Lombardia             | Voghera                              | PCI                      |
| Lucio Benaglia                   | Piemonte              | Novara                               | DC                       |
| Ettore Benassi                   | Liguria               | Genova I                             | PCI                      |
| Gianfilippo Benedetti            | Marche                | Fermo                                | PCI                      |
| Claudio Beorchia                 | Friuli-Venezia Giulia | Tolmezzo                             | DC                       |
| Carlo Bernardini                 | Lazio                 | Roma V                               | PCI                      |
| Giovanni Bersani                 | Piemonte              | Cuneo-Saluzzo                        | DC                       |
| Antonio Berti                    | Piemonte              | Susa                                 | PCI                      |
| Flavio Luigi Bertone             | Liguria               | La Spezia                            | PCI                      |
| Enzo Bettiza                     | Lombardia             | Milano I                             | PSDI-PLI (PLI)           |
| Paolo Bevilacqua                 | Sicilia               | Palermo I                            | DC                       |
| Carlo Boggio                     | Piemonte              | Vercelli                             | DC                       |
| Arrigo Boldrini                  | Emilia-Romagna        | Ravenna                              | PCI                      |
| Cleto Boldrini                   | Marche                | Jesi-Senigallia                      | PCI                      |
| Rodolfo Pietro Bollini           | Lombardia             | Lodi                                 | PCI                      |
| Vincenzo Bombardieri             | Lombardia             | Treviglio                            | DC                       |
| Adriano Bompiani                 | Abruzzo               | Chieti                               | DC                       |
| Renzo Bonazzi                    | Emilia-Romagna        | Reggio Emilia                        | PCI                      |
| Giorgio Bondi                    | Toscana               | Arezzo                               | PCI                      |
| Francesco Paolo Bonifacio        | Campania              | Piedimonte Matese - Sessa Aurunca    | DC                       |
| Uberto Bonino                    | Sicilia               | Messina                              | MSI-DN                   |
| Luigi Borghi                     | Lombardia             | Como                                 | DC                       |
| Giuseppe Branca                  | Emilia-Romagna        | Bologna II                           | SI (PCI)                 |
| Paolo Brezzi                     | Emilia-Romagna        | Modena                               | SI (PCI)                 |
| Peter Brugger                    | Trentino-Alto Adige   | Bressanone                           | Misto (PPST)             |
| Paolo Bufalini                   | Lazio                 | Roma III                             | PCI                      |
| Attilio Busseti                  | Puglia                | Molfetta                             | DC                       |
| Luigi Buzio                      | Piemonte              | Acqui Terme - Novi Ligure            | PSDI-PLI (PSDI)          |
| Carlo Buzzi                      | Emilia-Romagna        | Modena                               | DC                       |
| Gino Cacchioli                   | Emilia-Romagna        | Borgotaro-Salsomaggiore              | DC                       |
| Franco Calamandrei               | Toscana               | Pistoia                              | PCI                      |
| Guido Albino Campopiano          | Molise                | Larino                               | PSI (PCI-PSI)            |
| Marino Carboni                   | Puglia                | Tricase                              | DC                       |
| Giacomo Carnesella               | Lombardia             | Crema                                | PSI                      |
| Vincenzo Carollo                 | Sicilia               | Termini Imerese - Cefalù             | DC                       |
| Luigi Carraro                    | Veneto                | Cittadella                           | DC                       |
| Alessandro Carri                 | Emilia-Romagna        | Castelnovo ne' Monti - Sassuolo      | PCI                      |
| Angelo Castelli                  | Lombardia             | Bergamo                              | DC                       |
| Edoardo Catellani                | Lombardia             | Sondrio                              | PSI                      |
| Domenico Cazzato                 | Puglia                | Martina Franca                       | PCI                      |
| Renato Cebrelli                  | Lombardia             | Pavia                                | PCI                      |
| Onorio Cengarle                  | Veneto                | Bassano del Grappa                   | DC                       |
| Giuseppe Cerami                  | Sicilia               | Palermo II                           | DC                       |
| Vittorio Cervone                 | Lazio                 | Rieti                                | DC                       |
| Gerardo Chiaromonte              | Campania              | Napoli VI                            | PCI                      |
| Walter Chielli                   | Toscana               | Grosseto                             | PCI                      |
| Aurelio Ciacci                   | Toscana               | Siena                                | PCI                      |
| Michele Cifarelli                | Emilia-Romagna        | Ravenna                              | Misto (PRI)              |
| Alberto Cipellini                | Piemonte              | Cuneo-Saluzzo                        | PCI                      |
| Giovanni Silvestro Coco          | Sicilia               | Caltanissetta                        | DC                       |
| Alessandra Codazzi               | Veneto                | Treviso                              | DC                       |
| Napoleone Colajanni              | Piemonte              | Novara                               | PCI                      |
| Pietro Colella                   | Campania              | Nocera Inferiore                     | DC                       |
| Arturo Colombi                   | Emilia-Romagna        | Carpi                                | PCI                      |
| Renato Colombo                   | Lombardia             | Ostiglia                             | PSI                      |
| Vittorino Colombo (n. 1924)      | Lombardia             | Verona I                             | DC                       |
| Vittorino Colombo (n. 1925)      | Lombardia             | Monza                                | DC                       |
| Anna Maria Conterno Degli Abbati | Liguria               | Genova II                            | PCI                      |
| Dionigi Coppo                    | Piemonte              | Pinerolo                             | DC                       |
| Armando Cossutta                 | Lombardia             | Vigevano                             | PCI                      |
| Mario Costa                      | Lazio                 | Latina                               | DC                       |
| Dario Cravero                    | Piemonte              | Torino Centro                        | DC                       |
| Luciano Dal Falco                | Veneto                | Verona Pianura                       | DC                       |
| Sauro Dalle Mura                 | Toscana               | Massa-Carrara                        | PSI                      |
| Errico D'Amico                   | Abruzzo               | Lanciano-Vasto                       | DC                       |
| Francesco Paolo D'Angelosante    | Abruzzo               | Pescara                              | PCI                      |
| Giancarlo De Carolis             | Umbria                | Foligno-Spoleto                      | DC                       |
| Danilo De' Cocci                 | Marche                | Fermo                                | DC                       |
| Giorgio De Giuseppe              | Puglia                | Gallipoli-Galatina                   | DC                       |
| Salvatore De Matteis             | Puglia                | Tricase                              | PSI                      |
| Giorgio De Sabbata               | Marche                | Pesaro-Fano                          | PCI                      |
| Domenico De Simone               | Puglia                | Lucera                               | PCI                      |
| Salverino De Vito                | Campania              | Sant'Angelo dei Lombardi             | DC                       |
| Fabiano De Zan                   | Lombardia             | Salò                                 | DC                       |
| Giorgio Degola                   | Emilia-Romagna        | Castelnovo ne' Monti - Sassuolo      | DC                       |
| Alberto Del Nero                 | Toscana               | Massa-Carrara                        | DC                       |
| Fausto Del Ponte                 | Piemonte              | Verbano-Cusio-Ossola                 | DC                       |
| Onio Della Porta                 | Lazio                 | Viterbo                              | DC                       |
| Francesco Deriu                  | Sardegna              | Sassari                              | DC                       |
| Araldo di Crollalanza            | Puglia                | Bari                                 | MSI-DN                   |
| Gaetano Di Marino                | Campania              | Salerno                              | PCI                      |
| Francesco Di Nicola              | Sicilia               | Trapani                              | PSI                      |
| Claudio Donelli                  | Lombardia             | Varese                               | PCI                      |
| Francesco Fabbri                 | Veneto                | Vittorio Veneto - Montebelluna       | DC                       |
| Fabio Fabbri                     | Emilia-Romagna        | Borgotaro-Salsomaggiore              | PSI                      |
| Alessandro Carlo Faedo           | Toscana               | Viareggio                            | DC                       |
| Franca Falcucci                  | Lazio                 | Roma VII                             | DC                       |
| Amintore Fanfani                 | A vita                | –                                    | DC                       |
| Girolamo Federici                | Veneto                | Venezia                              | PCI                      |
| Sergio Fenoaltea                 | Toscana               | Firenze I                            | PSDI-PLI (PLI-PRI-PSDI)  |
| Carlo Fermariello                | Campania              | Torre del Greco                      | PCI                      |
| Giuseppe Ferralasco              | Sardegna              | Iglesias                             | PSI                      |
| Claudio Ferrucci                 | Abruzzo               | Teramo                               | PCI                      |
| Riode Finessi                    | Emilia-Romagna        | Portomaggiore                        | PSI                      |
| Renzo Forma                      | Piemonte              | Ivrea                                | DC                       |
| Armando Foschi                   | Emilia-Romagna        | Rimini                               | DC                       |
| Francesco Fossa                  | Liguria               | Genova III                           | PSI                      |
| Pietro Fosson                    | Valle d'Aosta         | Aosta                                | Misto (DC-RV-UV-UVP-PRI) |
| Giuseppe Fracassi                | Abruzzo               | Avezzano                             | DC                       |
| Francesco Franco                 | Calabria              | Reggio Calabria                      | MSI-DN                   |
| Raffaele Gadaleta                | Puglia                | Molfetta                             | PCI                      |
| Carlo Galante Garrone            | Piemonte              | Biella                               | SI (PCI)                 |
| Giuseppe Garoli                  | Lombardia             | Cremona                              | PCI                      |
| Giovanni Gatti                   | Campania              | Napoli IV                            | MSI-DN                   |
| Luigi Genovese                   | Sicilia               | Patti                                | DC                       |
| Gabriella Gherbez                | Friuli-Venezia Giulia | Trieste II                           | PCI                      |
| Vito Giacalone                   | Sicilia               | Enna                                 | PCI                      |
| Delio Giacometti                 | Veneto                | Schio                                | DC                       |
| Daverio Clementino Giovannetti   | Sardegna              | Iglesias                             | PCI                      |
| Giuseppe Giovanniello            | Puglia                | Altamura                             | DC                       |
| Raffaele Girotti                 | Marche                | Ascoli Piceno                        | DC                       |
| Giovanni Giudice                 | Sicilia               | Alcamo                               | SI (PCI)                 |
| Bruno Giust                      | Friuli-Venezia Giulia | Pordenone                            | DC                       |
| Guido Gonella                    | Veneto                | Verona Collina                       | DC                       |
| Mario Gozzini                    | Toscana               | Firenze II                           | SI (PCI)                 |
| Franco Alfredo Grassini          | Campania              | Salerno                              | DC                       |
| Carlo Grazioli                   | Lombardia             | Mantova                              | DC                       |
| Giovanni Gronchi                 | A vita                | –                                    | Misto                    |
| Antonio Guarino                  | Campania              | Napoli II                            | SI (PCI)                 |
| Luigi Gui                        | Veneto                | Este                                 | DC                       |
| Giuliano Gusso                   | Veneto                | San Donà di Piave                    | DC                       |
| Renato Guttuso                   | Sicilia               | Sciacca                              | PCI                      |
| Michele Iannarone                | Campania              | Sant'Angelo dei Lombardi             | PCI                      |
| Lino Innocenti                   | Veneto                | Conegliano-Oderzo                    | DC                       |
| Antonino La Russa                | Sicilia               | Catania II                           | MSI-DN                   |
| Raniero La Valle                 | Lazio                 | Roma VI                              | SI (PCI)                 |
| Livio Labor                      | Trentino-Alto Adige   | Rovereto                             | PSI                      |
| Nicola Lapenta                   | Basilicata            | Potenza                              | DC                       |
| Elia Lazzari                     | Toscana               | Volterra                             | SI (PCI)                 |
| Bruno Lepre                      | Friuli-Venezia Giulia | Tolmezzo                             | PSI                      |
| Mario Li Vigni                   | Emilia-Romagna        | Portomaggiore                        | PCI                      |
| Giosuè Ligios                    | Sardegna              | Nuoro                                | DC                       |
| Domenico Raffaello Lombardi      | Molise                | Campobasso-Isernia                   | DC                       |
| Siro Lombardini                  | Lombardia             | Cantù                                | DC                       |
| Giorgio Longo                    | Veneto                | Mirano                               | DC                       |
| Franco Luberti                   | Lazio                 | Latina                               | PCI                      |
| Giovanna Lucchi                  | Emilia-Romagna        | Cesena                               | PCI                      |
| Francesco Lugnano                | Campania              | Santa Maria Capua Vetere - Aversa    | PCI                      |
| Bruno Luzzato Carpi              | Lombardia             | Rho                                  | PSI                      |
| Emanuele Macaluso                | Sicilia               | Ragusa                               | PCI                      |
| Pietro Maccarrone                | Sicilia               | Catania II                           | PCI                      |
| Simona Mafai De Pasquale         | Sicilia               | Piazza Armerina                      | PCI                      |
| Roberto Maffioletti              | Lazio                 | Velletri                             | PCI                      |
| Nicola Mancino                   | Campania              | Avellino                             | DC                       |
| Peppino Manente Comunale         | Campania              | Sala Consilina - Vallo della Lucania | DC                       |
| Domenico Manno                   | Campania              | Napoli III                           | MSI-DN                   |
| Cesare Marangoni                 | Veneto                | Adria                                | PCI                      |
| Fabio Maravalle                  | Umbria                | Orvieto                              | PSI                      |
| Aristide Marchetti               | Lombardia             | Varese                               | DC                       |
| Giovanni Marcora                 | Lombardia             | Vimercate                            | DC                       |
| Cesare Margotto                  | Veneto                | Verona Pianura                       | PCI                      |
| Fermo Mino Martinazzoli          | Lombardia             | Brescia                              | DC                       |
| Andrea Mascagni                  | Trentino-Alto Adige   | Rovereto                             | PCI                      |
| Aldo Masullo                     | Campania              | Napoli I                             | SI (PCI)                 |
| Giacomo Samuele Mazzoli          | Lombardia             | Breno                                | DC                       |
| Mario Melis                      | Sardegna              | Nuoro                                | SI (PCI)                 |
| Cesare Merzagora                 | A vita                | –                                    | Misto                    |
| Modesto Gaetano Merzario         | Lombardia             | Busto Arsizio                        | PCI                      |
| Pietro Mezzapesa                 | Puglia                | Monopoli                             | DC                       |
| Giorgio Milani                   | Lombardia             | Rho                                  | PCI                      |
| Enzo Mingozzi                    | Emilia-Romagna        | Rimini                               | PCI                      |
| Giacinto Minnocci                | Lazio                 | Sora-Cassino                         | PSI                      |
| Michele Miraglia                 | Puglia                | Brindisi                             | PCI                      |
| Giuseppe Miroglio                | Piemonte              | Asti                                 | DC                       |
| Karl Mitterdorfer                | Trentino-Alto Adige   | Merano                               | Misto (PPST)             |
| Enzo Modica                      | Lazio                 | Civitavecchia                        | PCI                      |
| Antonio Mola                     | Campania              | Napoli IV                            | PCI                      |
| Eugenio Montale                  | A vita                | –                                    | Misto                    |
| Tommaso Morlino                  | Lombardia             | Lecco                                | DC                       |
| Antonino Murmura                 | Calabria              | Vibo Valentia                        | DC                       |
| Gastone Nencioni                 | Lombardia             | Milano II                            | MSI-DN                   |
| Pietro Nenni                     | A vita                | –                                    | PSI                      |
| Luigi Noè                        | Lombardia             | Milano I                             | DC                       |
| Antonino Occhipinti              | Sicilia               | Piazza Armerina                      | PSDI-PLI (PSDI)          |
| Giulio Orlando                   | Puglia                | Martina Franca                       | DC                       |
| Adriano Ossicini                 | Lazio                 | Tivoli                               | SI (PCI)                 |
| Ezio Ottaviani                   | Umbria                | Terni                                | PCI                      |
| Domenico Paciello                | Basilicata            | Potenza                              | PCI                      |
| Arturo Pacini                    | Toscana               | Lucca                                | DC                       |
| Pietro Pala                      | Sardegna              | Tempio-Ozieri                        | DC                       |
| Ferruccio Parri                  | A vita                | –                                    | SI                       |
| Nino Pasti                       | Lazio                 | Roma VII                             | SI (PCI)                 |
| Carlo Pastorino                  | Liguria               | Genova IV                            | DC                       |
| Michele Pazienza                 | Lazio                 | Roma VIII                            | MSI-DN                   |
| Ugo Pecchioli                    | Piemonte              | Torino Dora Oltre Stura Collina      | PCI                      |
| Antonio Pecoraro                 | Sicilia               | Corleone-Bagheria                    | DC                       |
| Biagio Pecorino                  | Sicilia               | Catania I                            | MSI-DN                   |
| Mario Pedini                     | Lombardia             | Chiari                               | DC                       |
| Emilio Pegoraro                  | Veneto                | Este                                 | PCI                      |
| Umile Peluso                     | Calabria              | Cosenza                              | PCI                      |
| Domenico Peritore                | Sicilia               | Agrigento                            | PCI                      |
| Edoardo Perna                    | Lazio                 | Roma IV                              | PCI                      |
| Generoso Petrella                | Lombardia             | Monza                                | PCI                      |
| Piero Pieralli                   | Toscana               | Prato                                | PCI                      |
| Pietro Pinna                     | Sardegna              | Oristano                             | PCI                      |
| Biagio Pinto                     | Campania              | Sala Consilina - Vallo della Lucania | Misto (PRI)              |
| Giorgio Pisanò                   | Lombardia             | Milano III                           | MSI-DN                   |
| Antonino Piscitello              | Sicilia               | Siracusa                             | PCI                      |
| Michele Pistillo                 | Puglia                | Cerignola                            | PCI                      |
| Pietro Pitrone                   | Sicilia               | Barcellona Pozzo di Gotto            | Misto (PRI)              |
| Domenico Pittella                | Basilicata            | Lagonegro                            | PSI                      |
| Armando Plebe                    | Piemonte              | Torino Centro                        | MSI-DN                   |
| Sergio Pollastrelli              | Lazio                 | Viterbo                              | PCI                      |
| Carlo Polli                      | Lombardia             | Milano VI                            | PSI                      |
| Carlo Pollidoro                  | Piemonte              | Alessandria-Tortona                  | PCI                      |
| Leandro Rampa                    | Lombardia             | Clusone                              | DC                       |
| Tonino Rapposelli                | Abruzzo               | Lanciano-Vasto                       | PCI                      |
| Francesco Rebecchini             | Lazio                 | Roma II                              | DC                       |
| Cristoforo Ricci                 | Campania              | Cerreto Sannita                      | DC                       |
| Camillo Ripamonti                | Lombardia             | Lodi                                 | DC                       |
| Dino Riva                        | Veneto                | Belluno                              | PSDI-PLI (PSDI)          |
| Antonino Rizzo                   | Sicilia               | Enna                                 | DC                       |
| Giosi Roccamonte                 | Campania              | Sala Consilina - Vallo della Lucania | PSDI-PLI (PSDI)          |
| Tullia Romagnoli Carettoni       | Lombardia             | Mantova                              | SI (PCI)                 |
| Angelo Romanò                    | Lombardia             | Vimercate                            | SI (PCI)                 |
| Carlo Romei                      | Calabria              | Castrovillari-Paola                  | DC                       |
| Antonio Romeo                    | Puglia                | Taranto                              | PCI                      |
| Vito Rosa                        | Puglia                | Bitonto                              | DC                       |
| Giorgio Rosi                     | Toscana               | Pistoia                              | DC                       |
| Gian Pietro Rossi                | Lombardia             | Busto Arsizio                        | DC                       |
| Raffaele Rossi                   | Umbria                | Perugia II                           | PCI                      |
| Gian Carlo Ruffino               | Liguria               | Savona                               | DC                       |
| Luciano Rufino                   | Campania              | Sant'Angelo dei Lombardi             | PSI                      |
| Ada Valeria Ruhl Bonazzola       | Lombardia             | Abbiategrasso                        | PCI                      |
| Carmelo Francesco Salerno        | Basilicata            | Tricarico                            | DC                       |
| Tarcisio Salvaterra              | Trentino-Alto Adige   | Bolzano                              | DC                       |
| Pasquale Salvucci                | Marche                | Urbino                               | PCI                      |
| Carmelo Santalco                 | Sicilia               | Barcellona Pozzo di Gotto            | DC                       |
| Mario Santi                      | Toscana               | Prato                                | DC                       |
| Giuseppe Santonastaso            | Campania              | Caserta                              | DC                       |
| Giuseppe Saragat                 | A vita                | –                                    | PSDI-PLI                 |
| Adolfo Sarti                     | Piemonte              | Alba                                 | DC                       |
| Irmo Sassone                     | Piemonte              | Vercelli                             | PCI                      |
| Gaetano Scamarcio                | Puglia                | Bitonto                              | PSI                      |
| Decio Scardaccione               | Basilicata            | Corleto Perticara                    | DC                       |
| Mario Scelba                     | Sicilia               | Acireale                             | DC                       |
| Pietro Schiano                   | Veneto                | Padova                               | DC                       |
| Dante Schietroma                 | Lazio                 | Frosinone                            | PSDI-PLI (PSDI)          |
| Donato Scutari                   | Basilicata            | Melfi                                | PCI                      |
| Remo Segnana                     | Trentino-Alto Adige   | Pergine Valsugana                    | DC                       |
| Domenico Segreto                 | Sicilia               | Sciacca                              | PSI                      |
| Ignazio Vincenzo Senese          | Lazio                 | Sora-Cassino                         | DC                       |
| Antonino Senese                  | Calabria              | Lamezia Terme                        | DC                       |
| Mario Sestito                    | Calabria              | Crotone                              | PCI                      |
| Evaristo Sgherri                 | Toscana               | Firenze III                          | PCI                      |
| Nicola Signorello                | Lazio                 | Roma V                               | DC                       |
| Silvano Signori                  | Toscana               | Grosseto                             | PSI                      |
| Francesco Smurra                 | Calabria              | Rossano                              | DC                       |
| Giovanni Spadolini               | Lombardia             | Milano IV                            | Misto (PRI)              |
| Vincenzo Sparano                 | Campania              | Eboli                                | PCI                      |
| Giovanni Spezia                  | Emilia-Romagna        | Piacenza                             | DC                       |
| Giorgio Spitella                 | Umbria                | Perugia I                            | DC                       |
| Vera Squarcialupi                | Lombardia             | Milano III                           | PCI                      |
| Gaetano Stammati                 | Lazio                 | Roma I                               | DC                       |
| Augusto Talamona                 | Veneto                | San Donà di Piave                    | PSI                      |
| Renata Talassi Giorgi            | Emilia-Romagna        | Ferrara                              | PCI                      |
| Rodolfo Tambroni Armaroli        | Marche                | Macerata                             | DC                       |
| Alfonso Tanga                    | Campania              | Benevento - Ariano Irpino            | DC                       |
| Eugenio Tarabini                 | Lombardia             | Sondrio                              | DC                       |
| Paolo Emilio Taviani             | Liguria               | Chiavari                             | DC                       |
| Mario Tedeschi                   | Lazio                 | Roma I                               | MSI-DN                   |
| Giglia Tedesco Tatò              | Toscana               | Montevarchi                          | PCI                      |
| Umberto Terracini                | Toscana               | Livorno                              | PCI                      |
| Elio Tiriolo                     | Calabria              | Catanzaro                            | DC                       |
| Benedetto Todini                 | Lazio                 | Roma IV                              | DC                       |
| Araldo Tolomelli                 | Emilia-Romagna        | Bologna I                            | PCI                      |
| Giuseppe Tonutti                 | Friuli-Venezia Giulia | Udine                                | DC                       |
| Mario Toros                      | Friuli-Venezia Giulia | Cividale del Friuli                  | DC                       |
| Renato Treu                      | Veneto                | Vicenza                              | DC                       |
| Alfredo Trifogli                 | Marche                | Ancona                               | DC                       |
| Luigi Tropeano                   | Calabria              | Catanzaro                            | PCI                      |
| Ferdinando Truzzi                | Lombardia             | Crema                                | DC                       |
| Giovanni Battista Urbani         | Liguria               | Savona                               | PCI                      |
| Pietro Valenza                   | Campania              | Afragola                             | PCI                      |
| Mario Valiante                   | Campania              | Eboli                                | DC                       |
| Dario Valori                     | Umbria                | Città di Castello                    | PCI                      |
| Savino Vania                     | Puglia                | Foggia - San Severo                  | PCI                      |
| Nereo Vanzan                     | Veneto                | Chioggia                             | PCI                      |
| Claudio Venanzetti               | Lazio                 | Roma I                               | Misto (PRI)              |
| Mario Venanzi                    | Lombardia             | Milano V                             | PCI                      |
| Vincenzo Vernaschi               | Lombardia             | Cremona                              | DC                       |
| Protogene Veronesi               | Emilia-Romagna        | Bologna III - Imola                  | PCI                      |
| Glicerio Vettori                 | Trentino-Alto Adige   | Rovereto                             | DC                       |
| Italo Viglianesi                 | Lazio                 | Rieti                                | PSI                      |
| Mario Vignola                    | Campania              | Eboli                                | PSI                      |
| Giuseppe Vignolo                 | Piemonte              | Acqui Terme - Novi Ligure            | PCI                      |
| Claudio Villi                    | Veneto                | Padova                               | PCI                      |
| Tullio Vinay                     | Piemonte              | Casale Monferrato - Chivasso         | SI (PCI)                 |
| Bruno Visentini                  | Piemonte              | Torino Centro                        | Misto (PRI)              |
| Giuseppe Vitale                  | Calabria              | Lamezia Terme                        | PCI                      |
| Antonio Vitale                   | Campania              | Santa Maria Capua Vetere - Aversa    | DC                       |
| Agostino Viviani                 | Lombardia             | Abbiategrasso                        | PSI                      |
| Cesare Zappulli                  | Liguria               | Genova IV                            | Misto (PLI-PRI-PSDI)     |
| Agostino Zavattini               | Lombardia             | Ostiglia                             | PCI                      |
| Angelo Ziccardi                  | Basilicata            | Matera                               | PCI                      |
| Sisinio Zito                     | Calabria              | Locri                                | PSI                      |

## Senatori proclamati eletti ad inizio legislatura
Di seguito i senatori proclamati eletti in surrogazione dei candidati plurieletti optanti per la Camera dei deputati.
Il sito del ministero segnala come eletti i surroganti e non i candidati proclamati ab origine.
| Surrogato                    | Surrogante        | Lista  | Circoscrizione |
| ---------------------------- | ----------------- | ------ | -------------- |
| Lucio Libertini              | Giovanni Ayassot  | PCI    | Piemonte       |
| Giovanni Battista Carlassara | Claudio Villi     | PCI    | Veneto         |
| Giorgio La Pira              | Mario Santi       | DC     | Toscana        |
| Pino Romualdi                | Michele Pazienza  | MSI-DN | Lazio          |
| Giorgio Amendola             | Michele Iannarone | PCI    | Campania       |
| Antonio Bellocchio           | Vincenzo Sparano  | PCI    | Campania       |
| Umberto Cardia               | Mario Melis       | PCI    | Sardegna       |

## Modifiche intervenute

### Modifiche intervenute nella composizione dell'assemblea
Il sito del ministero segnala come eletti i subentranti e non i candidati proclamati ab origine (cfr. cifra elettorale individuale).
| Uscente             | Entrante                | Data subentro | Circoscrizione      |
| ------------------- | ----------------------- | ------------- | ------------------- |
| Domenico Paciello   | Lionello Franco Romania | 02.12.1976    | Basilicata          |
| Francesco Fabbri    | Arnaldo Colleselli      | 26.01.1977    | Veneto              |
| Giovanni Ayassot    | Maria Luisa Tourn       | 07.07.1977    | Piemonte            |
| Pietro Pitrone      | Giuseppe Ciresi         | 05.04.1978    | Sicilia             |
| –                   | Giovanni Leone          | 15.06.1978    | A vita (di diritto) |
| Lelio Basso         | Paolo Zanini            | 20.12.1978    | Lombardia           |
| Antonino Piscitello | Salvatore Rindone       | 21.12.1978    | Sicilia             |

### Modifiche intervenute nella composizione dei gruppi

#### Democrazia Cristiana
- Nessuna modifica intervenuta.

#### Partito Comunista Italiano
- In data 21.12.1978 la consistenza del gruppo aumenta di un'unità per effetto dell'adesione di Paolo Zanini, subentrato a Lelio Basso già appartenente al gruppo SI.

#### Partito Socialista Italiano
- In data 03.05.1979 lascia il gruppo Aldo Ajello, che aderisce al gruppo misto.

#### Sinistra indipendente
- In data 16.12.1978 la consistenza del gruppo diminuisce di un'unità: Paolo Zanini (subentrato a Lelio Basso) aderisce al gruppo PCI.
- In data 25.04.1979 lascia il gruppo Tullia Romagnoli Carettoni, che aderisce al gruppo misto.

#### Movimento Sociale Italiano - Destra Nazionale
- Il gruppo si scioglie in data 01.02.1977.

#### Socialdemocratico - Liberale
- Il gruppo si scioglie in data 01.02.1970.

#### Democrazia Nazionale - Costituente di Destra
- Il gruppo si costituisce in data 01.02.1977. Ad esso aderiscono: Giovanni Artieri, Giuseppe Basadonna, Uberto Bonino, Giovanni Gatti, Domenico Manno, Gastone Nencioni, Michele Pazienza, Armando Plebe e Mario Tedeschi, provenienti dal dissolto gruppo MSI-DN.

#### Partito Socialista Democratico Italiano
- Il gruppo si costituisce in data 01.02.1977. Ad esso aderiscono Egidio Ariosto, Luigi Buzio, Sergio Fenoaltea, Antonino Occhipinti, Dino Riva, Giosi Roccamonte, Giuseppe Saragat e Dante Schietroma, proveniente dal dissolto gruppo PSDI-PLI.

#### Partito Repubblicano Italiano
- Il gruppo di costituisce in data 01.02.1977. Ad esso aderiscono: Michele Cifarelli, Eugenio Montale, Biagio Pinto, Pietro Pitrone, Giovanni Spadolini, Claudio Venanzetti e Bruno Visentini, provenienti dal gruppo misto.

#### Gruppo misto
- In data 01.02.1977 aderiscono al gruppo Giuseppe Abbadessa, Araldo di Crollalanza, Ciccio Franco, Antonino La Russa, Biagio Pecorino e Giorgio Pisanò, provenienti dal dissolto gruppo MSI-DN, nonché  Giuseppe Balbo e Vincenzo Bettiza, provenienti dal dissolto gruppo PSDI-PLI.
- In data 01.02.1977 lasciano il gruppo Michele Cifarelli, Eugenio Montale, Biagio Pinto, Pietro Pitrone, Giovanni Spadolini, Claudio Venanzetti e Bruno Visentini, che costituiscono il gruppo PRI.
- In data 25.04.1979 aderisce al gruppo Tullia Romagnoli Carettoni, proveniente dal gruppo SI [?].
- In data 03.05.1979 aderisce al gruppo Aldo Ajello, proveniente dal gruppo PSI.

## Organizzazione interna ai gruppi
| Gruppo                                        | Presidente                                                                          | Vicepresidenti                                                                             | Segretari | Altre cariche |
| --------------------------------------------- | ----------------------------------------------------------------------------------- | ------------------------------------------------------------------------------------------ | --- | --- |
| Democratico Cristiano                         | - Giuseppe Bartolomei                                                               | - Giorgio De Giuseppe - Salverino De Vito                                                  | - Giancarlo De Carolis - Vito Rosa (fino al 31.07.1976) - Elio Assirelli (dal 12.10.1976)                                    | Segretari amministrativi - Carmelo Santalco (fino al 31.07.1976) - Gino Cacchioli (dal 12.10.1976 al 15.03.1978) - Alberto Del Nero (dal 16.03.1978) |
| Comunista                                     | - Edoardo Romano Perna                                                              | - Giglia Tedesco Tatò - Gaetano Di Marino                                                  | - Flavio Luigi Bertone - Cesare Marangoni - Renato Cebrelli (dal 25.01.1977 al 12.04.1978) - Piero Pieralli (dal 12.04.1978) | Componente del Comitato direttivo - Renata Talassi Giorgi                                                                                            |
| Partito Socialista Italiano                   | - Alberto Cipellini                                                                 | - Riode Finessi Vicepresidente vicario: - Giuseppe Ferralasco                              | - Silvano Signori | – |
| Sinistra indipendente                         | - Ferruccio Parri (fino al 10.12.1976) - Luigi Silvestro Anderlini (dal 10.12.1976) | - Luigi Silvestro Anderlini (fino al 10.12.1976) - Carlo Galante Garrone                   | - Elia Lazzari | – |
| Movimento Sociale Italiano - Destra Nazionale | - Gastone Nencioni                                                                  | - Araldo di Crollalanza                                                                    | - Michele Pazienza - Francesco Franco                                                                                        | – |
| Socialdemocratico-Liberale                    | - Egidio Ariosto                                                                    | - Giuseppe Balbo                                                                           | – | |
| Democrazia Nazionale - Costituente di Destra  | - Gastone Nencioni                                                                  | - Uberto Bonino                                                                            | - Michele Pazienza | – |
| Partito Socialista Democratico Italiano       | - Egidio Ariosto (fino al 20.03.1979) - Dante Schietroma (dal 20.03.1979)           | - Antonino Occhipinti                                                                      | - Dino Riva | – |
| Repubblicano                                  | - Giovanni Spadolini (fino al 21.03.1979) - Biagio Pinto (dall'11.04.1979)          | - Michele Cifarelli                                                                        | - Claudio Venanzetti | – |
| Gruppo misto                                  | - Michele Cifarelli - Cesare Merzagora (dal 22.02.1977)                             | - Peter Brugger - Giuseppe Balbo (dal 22.02.1977) - Araldo di Crollalanza (dal 22.02.1977) | - Claudio Venanzetti | – |